# Campionato cileno di calcio
Il campionato di calcio cileno si suddivide in una serie di categorie interconnesse tra loro in modo gerarchico. La massima divisione del calcio in Cile è il Campeonato Nacional de Primera División del Fútbol Profesional.

## Struttura
Il campionato di calcio in Cile è articolato in questi livelli:
1. Primera División, campionato nazionale di 16 squadre
2. Primera B, campionato nazionale di 15 squadre
3. Segunda División, campionato nazionale di 12 squadre
4. Tercera División, campionato nazionale di 15 squadre
5. Tercera División B, campionato nazionale di 26 squadre
6. Copa Chile, campionato nazionale aperto ad ogni squadra del Cile.
7. Supercopa de Chile, campionato nazionale che si disputa la Primera División Champion (Apertura/Clausura) e Copa Chile Champion.

| Livello | Divisione                                        | Divisione                                        | Divisione                                        | Divisione                                        | Divisione                                        | Divisione                                        | Divisione                                        | Divisione                                        | Divisione                                        | Divisione                                        | Divisione                                        | Divisione                                        |
| ------- | ------------------------------------------------ | ------------------------------------------------ | ------------------------------------------------ | ------------------------------------------------ | ------------------------------------------------ | ------------------------------------------------ | ------------------------------------------------ | ------------------------------------------------ | ------------------------------------------------ | ------------------------------------------------ | ------------------------------------------------ | ------------------------------------------------ |
| 1       | Primera División - (lega nazionale) 16 squadre   | Primera División - (lega nazionale) 16 squadre   | Primera División - (lega nazionale) 16 squadre   | Primera División - (lega nazionale) 16 squadre   | Primera División - (lega nazionale) 16 squadre   | Primera División - (lega nazionale) 16 squadre   | Primera División - (lega nazionale) 16 squadre   | Primera División - (lega nazionale) 16 squadre   | Primera División - (lega nazionale) 16 squadre   | Primera División - (lega nazionale) 16 squadre   | Primera División - (lega nazionale) 16 squadre   | Primera División - (lega nazionale) 16 squadre   |
| 2       | Primera B - (lega nazionale) 15 squadre          | Primera B - (lega nazionale) 15 squadre          | Primera B - (lega nazionale) 15 squadre          | Primera B - (lega nazionale) 15 squadre          | Primera B - (lega nazionale) 15 squadre          | Primera B - (lega nazionale) 15 squadre          | Primera B - (lega nazionale) 15 squadre          | Primera B - (lega nazionale) 15 squadre          | Primera B - (lega nazionale) 15 squadre          | Primera B - (lega nazionale) 15 squadre          | Primera B - (lega nazionale) 15 squadre          | Primera B - (lega nazionale) 15 squadre          |
| 3       | Segunda División - (lega nazionale) 12 squadre   | Segunda División - (lega nazionale) 12 squadre   | Segunda División - (lega nazionale) 12 squadre   | Segunda División - (lega nazionale) 12 squadre   | Segunda División - (lega nazionale) 12 squadre   | Segunda División - (lega nazionale) 12 squadre   | Segunda División - (lega nazionale) 12 squadre   | Segunda División - (lega nazionale) 12 squadre   | Segunda División - (lega nazionale) 12 squadre   | Segunda División - (lega nazionale) 12 squadre   | Segunda División - (lega nazionale) 12 squadre   | Segunda División - (lega nazionale) 12 squadre   |
| 4       | Tercera División - (lega nazionale) 15 squadre   | Tercera División - (lega nazionale) 15 squadre   | Tercera División - (lega nazionale) 15 squadre   | Tercera División - (lega nazionale) 15 squadre   | Tercera División - (lega nazionale) 15 squadre   | Tercera División - (lega nazionale) 15 squadre   | Tercera División - (lega nazionale) 15 squadre   | Tercera División - (lega nazionale) 15 squadre   | Tercera División - (lega nazionale) 15 squadre   | Tercera División - (lega nazionale) 15 squadre   | Tercera División - (lega nazionale) 15 squadre   | Tercera División - (lega nazionale) 15 squadre   |
| 5       | Tercera División B - (lega nazionale) 26 squadre | Tercera División B - (lega nazionale) 26 squadre | Tercera División B - (lega nazionale) 26 squadre | Tercera División B - (lega nazionale) 26 squadre | Tercera División B - (lega nazionale) 26 squadre | Tercera División B - (lega nazionale) 26 squadre | Tercera División B - (lega nazionale) 26 squadre | Tercera División B - (lega nazionale) 26 squadre | Tercera División B - (lega nazionale) 26 squadre | Tercera División B - (lega nazionale) 26 squadre | Tercera División B - (lega nazionale) 26 squadre | Tercera División B - (lega nazionale) 26 squadre |
| 6       | Copa Chile - (coppa nazionale) 31 squadre        | Copa Chile - (coppa nazionale) 31 squadre        | Copa Chile - (coppa nazionale) 31 squadre        | Copa Chile - (coppa nazionale) 31 squadre        | Copa Chile - (coppa nazionale) 31 squadre        | Copa Chile - (coppa nazionale) 31 squadre        | Copa Chile - (coppa nazionale) 31 squadre        | Copa Chile - (coppa nazionale) 31 squadre        | Copa Chile - (coppa nazionale) 31 squadre        | Copa Chile - (coppa nazionale) 31 squadre        | Copa Chile - (coppa nazionale) 31 squadre        | Copa Chile - (coppa nazionale) 31 squadre        |
| 7       | Supercopa de Chile - (coppa nazionale) 2 squadre | Supercopa de Chile - (coppa nazionale) 2 squadre | Supercopa de Chile - (coppa nazionale) 2 squadre | Supercopa de Chile - (coppa nazionale) 2 squadre | Supercopa de Chile - (coppa nazionale) 2 squadre | Supercopa de Chile - (coppa nazionale) 2 squadre | Supercopa de Chile - (coppa nazionale) 2 squadre | Supercopa de Chile - (coppa nazionale) 2 squadre | Supercopa de Chile - (coppa nazionale) 2 squadre | Supercopa de Chile - (coppa nazionale) 2 squadre | Supercopa de Chile - (coppa nazionale) 2 squadre | Supercopa de Chile - (coppa nazionale) 2 squadre |